# Gustavo Duque
Gustavo Adolfo Duque Sáez (3 de febrero de 1975) es un abogado y político venezolano. Actualmente es el alcalde del municipio Chacao, en el estado Miranda. Duque fue concejal de Chacao entre 2013 y 2017, y miembro de Primero Justicia hasta 2017. Es dirigente nacional del Partido Fuerza Vecinal.

## Biografía

### Estudios
Duque es abogado egresado de la Universidad Santa María en 2003. Cursó estudios de posgrado en derecho administrativo, en la Universidad José María Vargas, en 2005, y posee un Diplomado en Derecho y Política al Servicio del Bienestar Social, de la Universidad Complutense de Madrid, en 2006, y en 2008 regresa a su alma mater para tomar el Componente Docente para la Educación Universitaria, lo cual le permitió posicionarse como profesor universitario. También ha tenido formación en diversas especialidades del liderazgo con el IESA, y en 2013 obtiene el título de Negociador certificado por el Modelo de Negociación de la Universidad de Harvard.

## Carrera política
Fue miembro fundador del partido Primero Justicia e inició su carrera en la contraloría municipal de Chacao, en el año 2000, organismo donde alcanzó la posición de director de la oficina de atención al ciudadano, trabajando en la gestión del alcalde Leopoldo López. En 2013, a sus funciones como concejal suplente, se suma la responsabilidad de ser director de justicia municipal. Posteriormente, en 2016, asume funciones como director ejecutivo de seguridad integral.

### Alcalde de Chacao (desde 2017)
El 9 de agosto de 2017, en sesión permanente del Concejo Municipal de Chacao, se le designa y juramenta como alcalde de Chacao, después de la destitución de Ramón Muchacho, cuando la Sala Constitucional del Tribunal Supremo de Justicia declaró su inhabilitación política.
Dados sus antecedentes en la militancia política y luego de una carrera como dirigente del partido Primero Justicia, inscribe su candidatura independiente en las elecciones municipales de 2017. Según declaró al periódico El Nacional, su participación en los comicios surgió por una iniciativa vecinal. Fueron consignadas siete mil firmas de las cuatro mil que le exigió el Consejo Nacional Electoral (CNE) como requisito para inscribir su candidatura. El 10 de diciembre de 2017, es electo como alcalde de Chacao con el 63 % de los votos, según el CNE, y con el 67 %, según las actas que aseguró poseer.
|  | 63,66% |

|  | 21,16% |

|  | 15,15% |

El 26 de junio de 2021, Duque junto a un grupo de alcaldes y dirigentes políticos fundó el partido Fuerza Vecinal, del que se alzó como presidente nacional. En las elecciones regionales de 2021, fue reelecto como alcalde de Chacao, al obtener 16 915 votos (72 %), frente a Freddy Gutiérrez, candidato del PSUV, quien alcanzó 4 663 votos (20 %).
|  | 72,83% |

|  | 20,08% |

|  | 07,09% |